# Dottergang
Der Dottergang (Ductus omphaloentericus, Ductus vitellinus) ist eine Bildung bei Wirbeltierembryonen und verbindet den Dottersack mit dem Mitteldarm. Der Gang ist zunächst eine weite Öffnung, wird aber mit dem Wachstum des Embryos schmal und lang.
Normalerweise bildet sich der Dottergang beim menschlichen Embryo in der sechsten Schwangerschaftswoche zurück. Mit einer Häufigkeit von 2 bis 4 % bleibt ein kleiner Teil bestehen und bildet eine Aussackung des Ileums, das Meckel-Divertikel. Der Gang kann auch über seine gesamte Länge offen bleiben und eine Verbindung vom Darm zum Bauchnabel bilden (Nabel- oder Dottergangfistel), so dass Darminhalt am Nabel austreten kann. In seltenen Fällen kann sich der Darm durch diese Fistel nach außen drängen. Bilden sich an beiden Enden des Dotterganges bindegewebige Stränge und im Mittelteil entsteht eine große Zyste, spricht man vom Enterokystom oder Dottergangszyste. Da die Stränge durch die Leibeshöhle ziehen, können sie zu Strangulation oder Verdrehungen des Darmes führen.